# 会之堀川
会之堀川（あいのほりかわ）は、埼玉県春日部市を流れる利根川水系の一級河川。

## 概要
春日部市豊町2丁目付近に源を発する。市役所付近では豊武川が平行して流れる。途中の立沼橋までが春日部市の管轄で、それより下流は埼玉県の管理区間となっている。
国道4号と平行して流れ、春日部市大枝地区と越谷市千間台東地区の境界にて新方川に合流する。流域は都市化により、上中流部の一部に農地が残るほかは住宅地である。かつては水田地帯の農業用排水路として使われていたが、春日部市市街地に近い上流部では宅地化が進んだことにより、水質は汚濁している。また、1986年（昭和61年）、1991年（平成3年）、1993年（平成5年）には水害を引き起こしており、下流部では改修工事が行われている。

## 橋梁
- （ふじ通）
- 農協橋
- 立沼橋（ユリノキ通）
- 上根橋
- 中根橋
- 一の割橋
- 下根橋
- 砂田橋
- 大須賀橋
- 東武伊勢崎線
- 武里橋
- 武里橋（国道4号）
- 千葉県道・埼玉県道80号野田岩槻線
- 大枝橋
- 池の端ふれあい橋
- 大枝大泊人道橋

橋は多くあるが、名称の付かないものも少なくない。

## 支流
- 豊武川
- 備後川

## 周辺
- 春日部市立八木崎小学校
- 春日部市役所
- 春日部市立上沖小学校
- 大池親水公園
- 一の割公園
- 春日部市立武里中学校
- 春日部市立武里小学校
- 春日部市立備後小学校
- 武里駅